# (4455) Ruriko
(4455) Ruriko ist ein Hauptgürtelasteroid, der am 2. Dezember 1988 von Seiji Ueda und Hiroshi Kaneda vom Observatorium in Kushiro-shi aus entdeckt wurde.
Der Asteroid wurde nach Ruriko Ueda, der Ehefrau von Seiji Ueda, benannt.